# Medojevac
Medojevac (en serbe cyrillique : Медојевац) est un village de Serbie situé sur le territoire de la ville de Jagodina, district de Pomoravlje. Au recensement de 2011, il comptait 131 habitants.

## Démographie
| 1948 | 1953 | 1961 | 1971 | 1981 | 1991 | 2002 | 2011 |
| ---- | ---- | ---- | ---- | ---- | ---- | ---- | ---- |
| 319  | 329  | 254  | 246  | 251  | 194  | 165  | 131  |

|  |